# Bamendou
Bamendou est un groupement situé dans l’arrondissement de Penka-Michel, département de la Menoua, région de l’Ouest Cameroun, siège de chefferie traditionnelle de 2e degré.

## Situation géographique
Le groupement Bamendou est situé aux coordonnées géographiques suivantes :
- 5° 22′ 30″ à 5° 28′ de latitude Nord ;
- 10° 07′ 30″ à 10° 15′ de longitude Est.

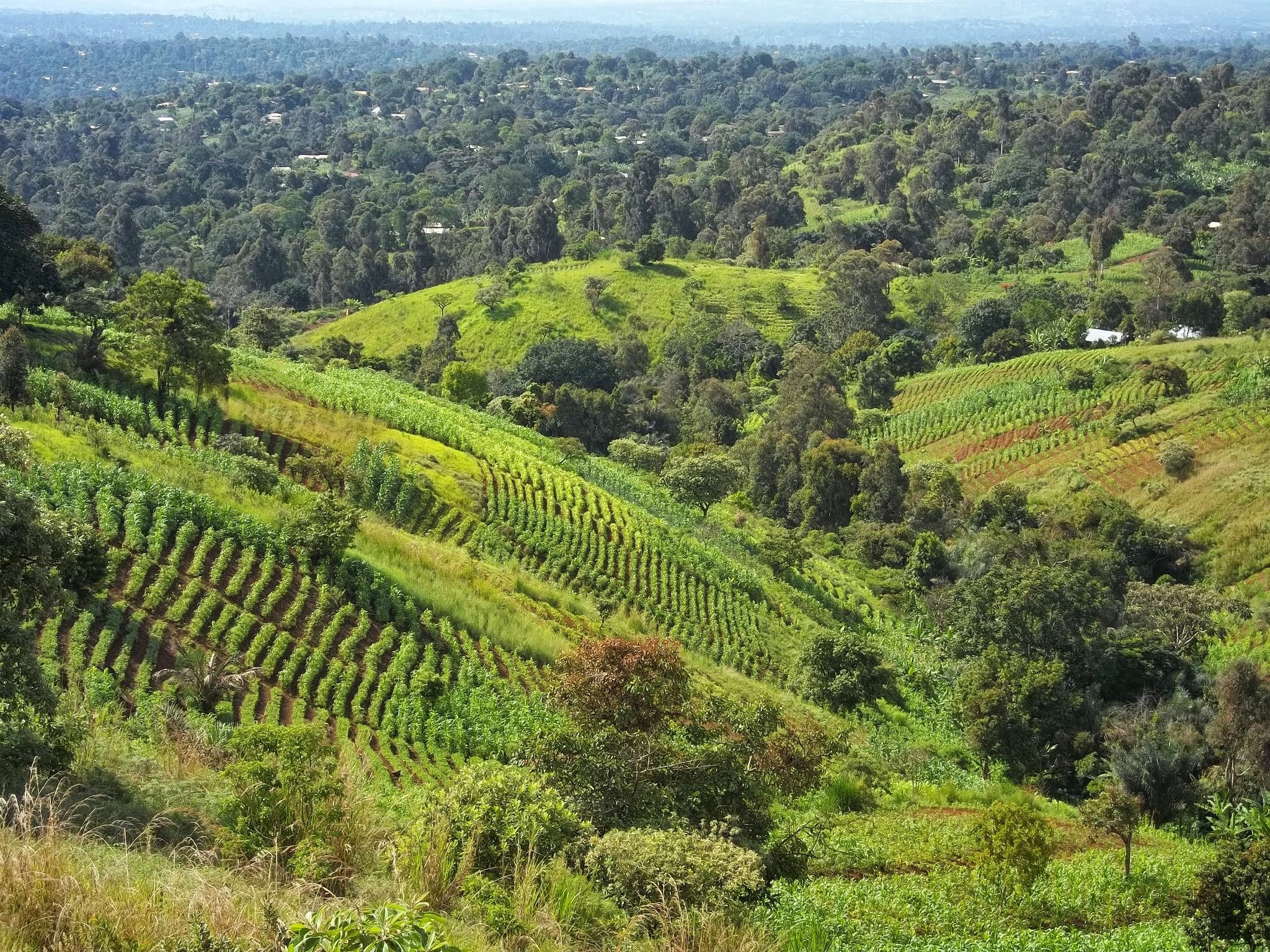
Hautes terres.

Le relief est constitué de hauts plateaux d’altitude variant de 1 400 m au Nord à 1 700 m au Sud.
Le sommet le plus haut est le massif du Bani (1 921 m) situé à Sonkeng. La végétation comporte des savanes herbeuses, des galeries de raphia le long des rivières et quelques bois sacrés autour des chefferies. La faune est réduite à des rongeurs (hérissons, rats), quelques reptiles (serpents) et des oiseaux.
Le climat est tropical d’altitude et comporte deux saisons : une saison sèche de mi-novembre à mi-mars (quatre mois) et une saison de pluies de mi-mars à mi-novembre (huit mois).
Les températures varient entre 18 et 25 °C.
L'hydrographie rassemble de nombreuses rivières de petite importance dont les plus grandes sont Tchoumeka'a et Ntami au Nord, Tsenlawou-Woua au Sud.

## Histoire
Les peuplades formant aujourd’hui Bamendou se sont installées sur le site actuel vers le XVIe siècle. Elles sont organisées en villages autonomes dont les principaux sont : Messing, Mentsa et surtout Lékéo, village le plus puissant, dirigé par le chef Folah Dendeng. L’unification du groupement a lieu entre le XVIIIe et le XIXe siècle par le roi Kepantan. Aidé par son frère Biet-Adoh, Kepantan soumet tous les autres pour imposer Mendou qui devient Bamendou sous la colonisation.
Kepantan est le tout premier chef Bamendou. Comment y en est–il arrivé ?
Par un beau matin de la saison sèche, Foladedeng, puissant et valeureux chasseur se rendit la chefferie Nwou (vers Manfe) assister aux funérailles de feu son ami chef de ce village. Tout se passa aussi bien qu’à son retour Foladedeng fut accompagné de la veuve du défunt, des deux enfants de cette dernière qui transportant un paquet qu’elle pris soin de faire la veille. L’aîné de ses enfants s’appelait Kembiet, le cadet Kepantan. Une fois arrivé, Foladedeng les installa dans son faubourg (actuel Zinto). Plusieurs années s’écoulèrent. Les deux frères prirent soin de connaître les quartiers environnants (Léo et Matsitsa). Léo est l’endroit où l’on gardait les « totems » et renvoyait les malfaiteurs et les éléments dangereux. Kepantan eu beaucoup de sympathisants.
Un matin (nous sommes en saison des pluies) la veuve sortit et revint le soir, chargée mais très mouillée et bien sale. Elle se présenta chez le grand frère qui la repoussa. Elle alla chez le cadet qui fut bien accueillant. Le lendemain, elle lui remit sa charge de la veille. C’était à la grande surprise de Kepantan le « Kuffo », (instrument précieux de toute chefferie). Il s’installa aussitôt à Matsietsa, s’organisa et forma un groupe assez fort, composé d’anciens bandits. Grâce à ce groupe avec lequel il pratiquait le Nguim nou (soleil), danse animée par les balafonds et le « kuffo », il se tailla une grande réputation et commença les conquêtes.
Foladedeng fut la première victime et devint fo tioh ou sous-chef de Kepantan. Fomentsa succomba également et c’est ainsi que Kepantan devint le tout premier fondateur de Bamendou.
De Matsietsa, le cadet de Kembiet se déplaça pour Menkop, résidence de Fo Jiozang, qui s’enfuit vers Tchueffi à l’écoute des balafons. Il fut par la suite tué par Kepantan, ses successeurs élargirent ses possessions en s’imposant devant Fotoula, Folefock, Fomewou, Fossonkeng et Fomessi. Ces villages constituent aujourd’hui les sous chefferies énumérées plus haut. Les chefs les plus dynamiques au point de vue conquêtes furent : Fo Pepan, Fo Yemle1 et 2 et Fo Feujio.
La dynastie des rois Bamendou se présente comme suit : Fo Kepantan, Fo Pepan (Dongmo I), Fo Tekacta, Fo Ngoutsa, Fo Tejiokik, Fo Ymele I (Adjimele), Fo Feujio, Fo Ymele II (Teufeuyim) (1915–1955), Fo Dongmo Victor (1955–1975), Fo Tsidie Gabriel depuis 1975.
Fo Ymele implanta sa chefferie au lieu actuel. Fo Feudjio fut tué par les Allemands à cause de sa résistance.

## Organisation traditionnelle
Le chef supérieur, roi des Bamendou, est assisté par un conseil de notables dont les « sept », les « neuf » et des dignitaires qui siègent dans les sociétés secrètes appelées « Aka’A » ayant cours tous les 8 jours de la semaine bamiléké.
Sur l’ensemble du territoire du groupement, il bénéficie de la collaboration des chefs de village ou sous-chefs qui travaillent avec les chefs de quartiers.
Ces sous-chefs encore appelés Fô-tioh ont rang de chef de troisième degré sur le plan administratif. Le président du conseil des notables, Nkembiet, est également chef de troisième degré.
C’est sur le territoire de Mewou que sont bâties les institutions de l’arrondissement de Fokoué.

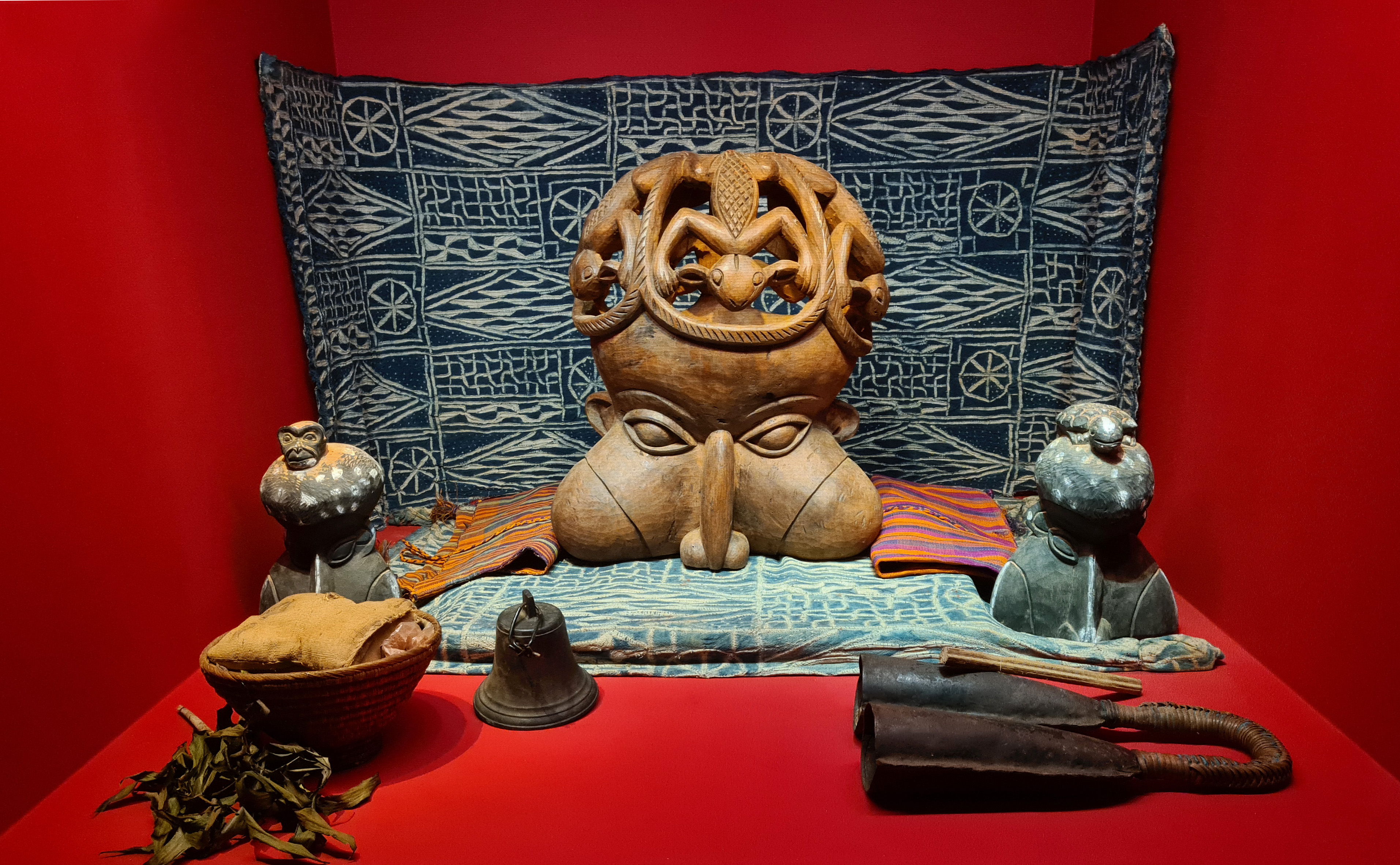
Masque Tukah et ses attributs.
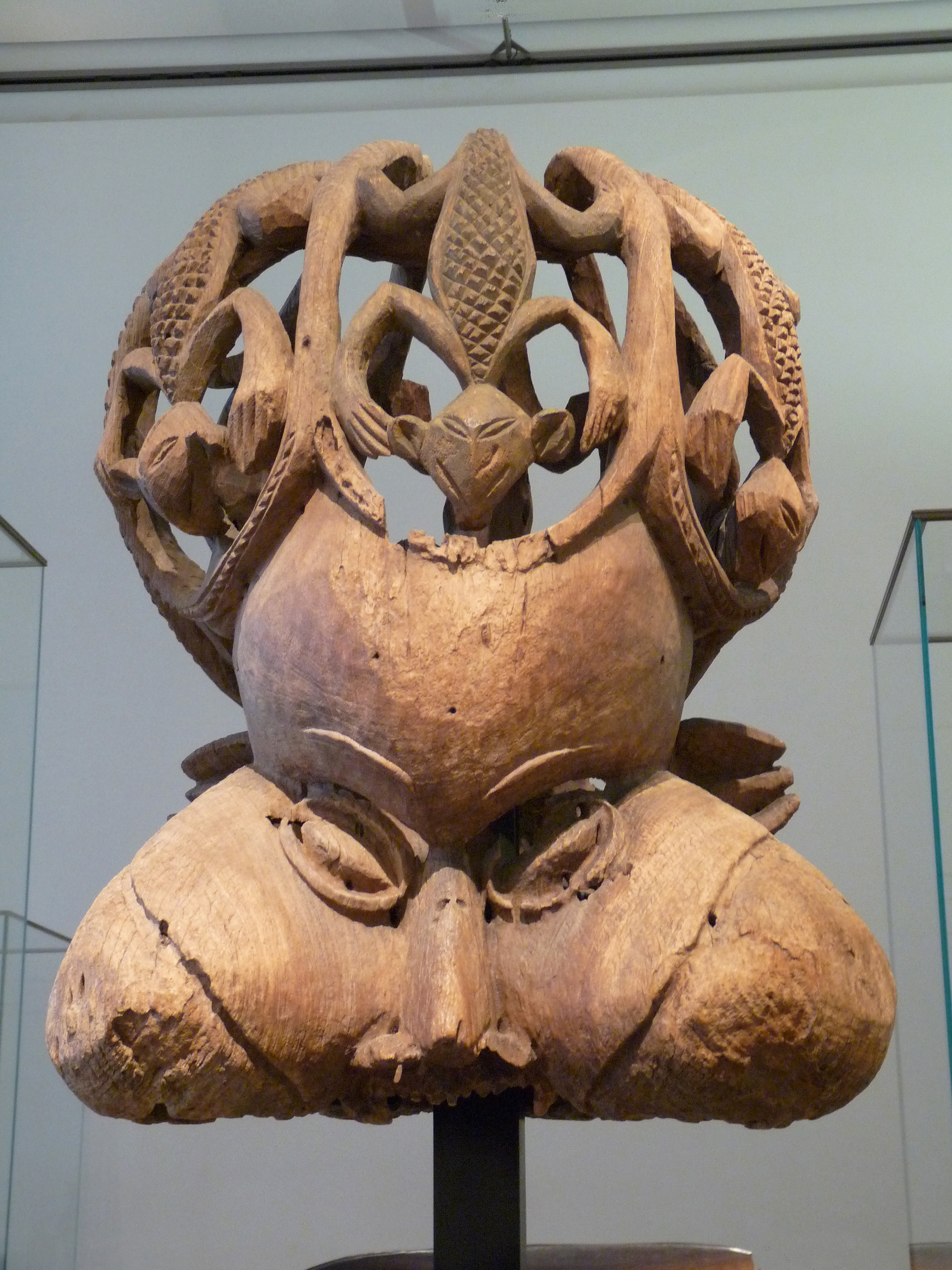
Masque royal tukah (XVIIIe siècle[1]).

| No | Identité           | Période | Période | Durée  | Étiquette |
| No | Identité           | Début   | Fin     | Durée  | Étiquette |
| -- | ------------------ | ------- | ------- | ------ | --------- |
| 8  | Yemele II (d)      | 1915    | 1955    | 40 ans |           |
| 9  | Dongmo Victor (d)  | 1955    | 1975    | 20 ans |           |
| 10 | Tsidie Gabriel (d) | 1975    |         |        |           |
| 6  | Yemele I (d)       |         |         |        |           |
| 7  | Feujio (d)         |         |         |        |           |
| 5  | Tejiokik (d)       |         |         |        |           |
| 3  | Tekacta (d)        |         |         |        |           |
| 4  | Ngoumtsa (d)       |         |         |        |           |
| 2  | Pepan (d)          |         |         |        |           |
| 1  | Kepantan (d)       |         |         |        |           |